# موزه کارگاه کاغذسازی کاپیادس
موزه کارخانه کاغذ کاپیادس (کاتالان: Museu Molí Paperer de Capellades) موزه ای در مورد کاغذ است که در شهر کاپیادس واقع شده است. این موزه در یک کارخانه کاغذ قدیمی به نام Molí de la Vila واقع شده است. این موزه یکی از مهم‌ترین موزه‌های جهان در زمینه تاریخچهٔ صنعت کاغذسازی است. موزه بر اساس مجموعه‌ای از ماشین‌های کاغذسازی سنتی و کاغذها و اسناد مربوط به قرن سیزدهم میلادی تأسیس شده است. خود این موزه، بخشی از موزه علم و فناوری کاتالونیا است.

## نمایشگاه

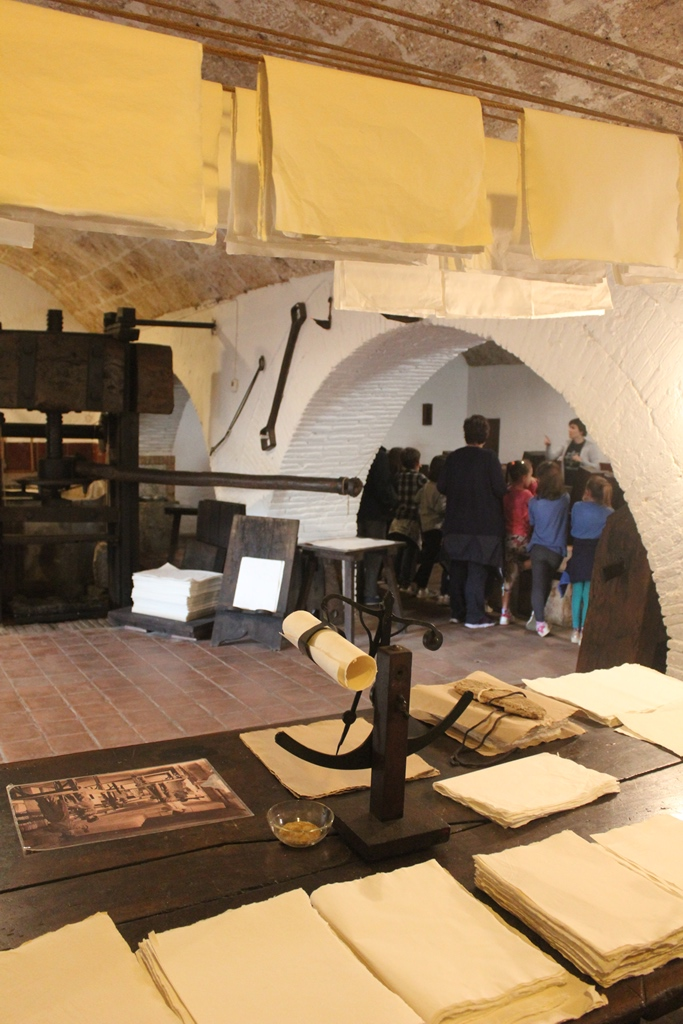
خشک کردن کاغذ

نمایشگاه اصلی تاریخ کاغذ، از سنتی‌ترین سیستم‌ها تا فناوری‌های چاپ قرن ۲۱ را بازگو می‌کند. در زیرزمین، جایی که کاغذ هنوز با دست ساخته می‌شود، بازدیدکنندگان می‌توانند هنر پشت فرایند ساخت کاغذ را از دوره باستان مشاهده کنند.